# 赤子 (妖怪)
赤子（あかご）是在長野縣、大和國（現在的奈良縣）一代流傳的妖怪。另外也在俳人・與謝蕪村所著的妖怪繪卷－－《蕪村妖怪繪卷》中出現過。兩方傳承的內容有所不同。

## 概要

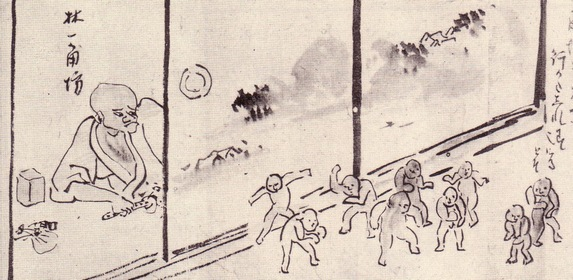
與謝蕪村的《蕪村妖怪絵巻》中描繪的「赤子の怪」

長野縣的赤子
居住在大町市仁科三湖之一的木崎湖中。雖然外表上看來與11、12歲的人類孩童相仿，但如其名所描述的，皮膚就像剛出生的嬰兒般鮮紅，據說頭髮也像傳說中的猩猩 一般朱艷。雖然曾有漁夫目擊赤子躲藏在水中的記錄，但是聽說並不會刻意危害人類。

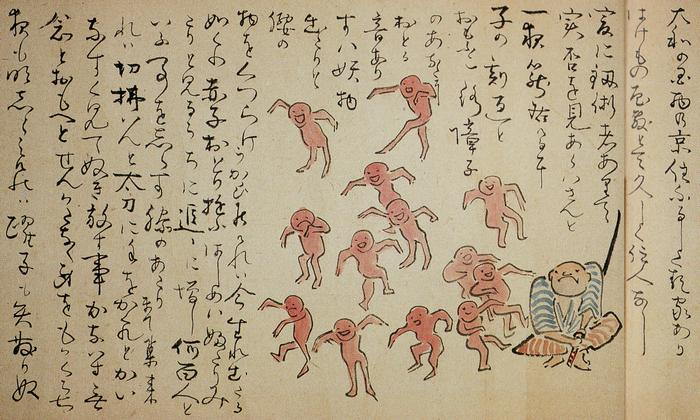
《ばけもの絵巻》中描繪的「赤子の怪」

大和國的赤子
明治年間的妖怪繪卷《ばけもの絵巻》（作者不詳）中有以「赤子の怪」為題的記述。相傳某個地方有一棟被人稱為鬼屋、無人願意靠近的房子。有一名劍術家為了揭穿幽靈的真面目而夜宿其中，在深夜時紙門另一邊傳來不知是誰在跳舞的聲響。當他偷偷一看，發現有個宛如剛產下的嬰兒模樣的人正在跳舞，而數目還不斷增多，最後竟然有數百人之多。劍術家雖然拔出太刀想將之斬殺，但雙手卻僵硬無法動彈。正當他束手無策之際，赤子們便隨著黎明而消失了。
《蕪村妖怪繪卷》中的赤子
被收錄在以「赤子の怪」為題的記述中。有一天某位法師留宿在一間名為小笠原的宅邸，夜間隔壁房間傳來許多人正在跳舞的聲響。法師一偷看，發現裡面有約莫數千名赤裸的嬰兒正在跳舞。雖然覺得吵鬧卻也無可奈何，但聽說天一亮時赤子們就自行消失了。
雖然標題和《ばけもの絵巻》一樣，內容也非常相似，倆者的關聯性依舊不明。

## 備註
1. 1 2  村上健司編著. . 毎日新聞社. 2000: 5–6頁. ISBN 978-4-620-31428-0.
2. ↑  湯本豪一編著. . 国書刊行会. 2003: 89頁. ISBN 978-4-336-04547-8.
3. 1 2  . : 107頁.